# Дінарх
Дінарх (*Δείναρχος, 361 до н. е. або 360 до н. е. —між 292 до н. е. та 290 до н. е.) — давньогрецький політик, логограф, один з десяти аттичних ораторів.

## Життєпис
Народився у м. Коринф. Про його молоді роки мало відомо. Він в юному віці перебрався до Афін. З 335 році до н. е. він виступає у судах як логограф. З огляду на те, що був метеком не міг виступати у Народних зборах. Тим не менш увійшов до промакедонської партії. Готував виступити для противників Демосфена. У 324 році до н. е. тим самим сприяв вигнанню останнього з Афін (справа Гарпала, скарбничого Олександра Македонського).
Після поразки партії Демосфена та встановлення контролюю Македонії над Афінами політичний вплив Дінарха зріс. Особливо це відчувалася у 317–307 роках до н. е. під час урядування Деметрія Фалернського, друга Дінарха.
У 307 році до н. е. після відновлення демократії в Афінах Деметрієм Поліоркетом, Дінарх вимушений був піти у вигнання. Він перебирається до м. Халкіда (о. Евбея). У 292 році до н. е. він зміг повернутися до Афін, але невдовзі помер (між 292 та 290 роками до н. е.)

## Промови
Всього у доробку Дінарха є 58 промов. Переважно вони мають політичний зміст, хоча деякі торкаються повсякденних справ (спадок, конфлікт між окремим громадянами). Стиль відзначався емоційністю та гнучкістю.